# Channing
Channing — метеорит-хондрит масою 15300 грам.